# Aquilino Bocos Merino
Aquilino Bocos Merino (Canillas de Esgueva, 17 maggio 1938) è un cardinale e arcivescovo cattolico spagnolo, già superiore generale dei Missionari figli del Cuore Immacolato di Maria.

## Biografia
Aquilino Bocos Merino è nato il 17 maggio 1938 a Canillas de Esgueva, provincia ed arcidiocesi di Valladolid, nella parte centro-settentrionale dell'allora Repubblica Spagnola (oggi Regno di Spagna).

### Formazione e ministero sacerdotale
Dopo aver ricevuto l'istruzione primaria, a soli dodici anni ha deciso di entrare nei Missionari figli del Cuore Immacolato di Maria, istituto religioso fondato nel 1849 a Vic dal futuro vescovo Antonio María Claret y Clará, cominciando il noviziato il 28 agosto 1950 a Segovia. In seguito ha continuato la formazione secondaria prima nel seminario minore di Aranda de Duero e poi nel seminario claretiano di Ciudad Real, dove ha emesso la prima professione il 15 agosto 1956, diciottenne. Lo stesso anno ha cominciato a studiare filosofia a Sigüenza e poi ha proseguito dal 1957 a Segovia, dove ha emesso la professione solenne il 15 agosto 1959, ventunenne. Poco dopo ha cominciato gli studi in teologia prima a Santo Domingo de la Calzada e poi dal 1960 a Salamanca. Al termine della formazione, venticinquenne, ha ricevuto l'ordinazione sacerdotale il 23 maggio 1963 per imposizione delle mani di Francisco Barbado y Viejo, O.P., vescovo di Salamanca.
Poco dopo l'ordinazione ha cominciato ad insegnare filosofia a Segovia, finché nel 1964 è stato nominato direttore spirituale del Colegio Mayor Maronita di Salamanca per un triennio; durante questo periodo ha frequentato la Pontificia università locale, dove ha conseguito la licenza in filosofia ed il diploma in psicologia clinica. Nel 1967 si è trasferito nella capitale Madrid, dove è divenuto direttore spirituale del Teologato claretiano e professore di teologia della vita religiosa in diversi centri educativi dell'istituto; è divenuto anche direttore della rivista Vida Religiosa, co-fondatore dell'Istituto teologico di vita religiosa, di cui è stato vicedirettore per otto anni, e direttore della Scuola Regina Apostolorum per tre anni. Ha organizzato anche la IX Settimana nazionale di riflessione per religiosi.
Nel 1980 è stato nominato superiore provinciale dei claretiani di Castiglia per un quinquennio, divenendo poi consigliere generale dell'istituto per i sei anni successivi. Nel 1991 è stato eletto, cinquantatreenne, superiore generale dei Missionari figli del Cuore Immacolato di Maria, succedendo a padre Gustavo Alonso; come tale è divenuto anche membro dell'Unione dei superiori generali e, durante il suo primo mandato, anche del Consiglio dei 16 della CICLSAL. Durante il suo incarico, la Congregazione si è diffusa in nuovi Paesi, soprattutto in Asia, Africa ed Europa orientale. È stato anche presidente della Federación Española de Religiosos de Enseñanza (FERE).
Nel 1994 papa Giovanni Paolo II lo ha nominato per un quinquennio membro della Congregazione per gli istituti di vita consacrata e le società di vita apostolica e dal 2 al 9 ottobre successivi ha preso parte alla IX assemblea generale ordinaria del Sinodo dei vescovi, svoltasi nella Città del Vaticano, con tema La vita consacrata e la sua missione nella Chiesa e nel mondo. Nel 1997 è stato confermato nuovamente come superiore generale, mentre nel 1999 è stato rinnovato per un altro quinquennio nel suo incarico in Curia romana; dal 1º al 23 ottobre seguenti ha partecipato alla II assemblea speciale per l'Europa del Sinodo dei vescovi con tema Gesù Cristo, vivente nella sua Chiesa, sorgente di speranza per l'Europa. Ha preso parte anche alla X assemblea generale ordinaria, dal 30 settembre al 6 novembre 2001, con tema Il Vescovo: Servitore del Vangelo di Gesù Cristo per la speranza del mondo; il 23 ottobre è stato anche ricevuto in udienza dal papa, assieme ad altri partecipanti del sinodo.
Nel 2003 ha terminato il secondo mandato come superiore, sessantacinquenne, quando gli è succeduto il confratello Josep María Abella Batlle, e nel 2004 anche l'incarico di Curia. Da quel momento ha ripreso l'attività pastorale, pubblicando numerosi libri ed articoli per diverse riviste.

### Ministero episcopale e cardinalato

Stemma del cardinale Bocos Merino.

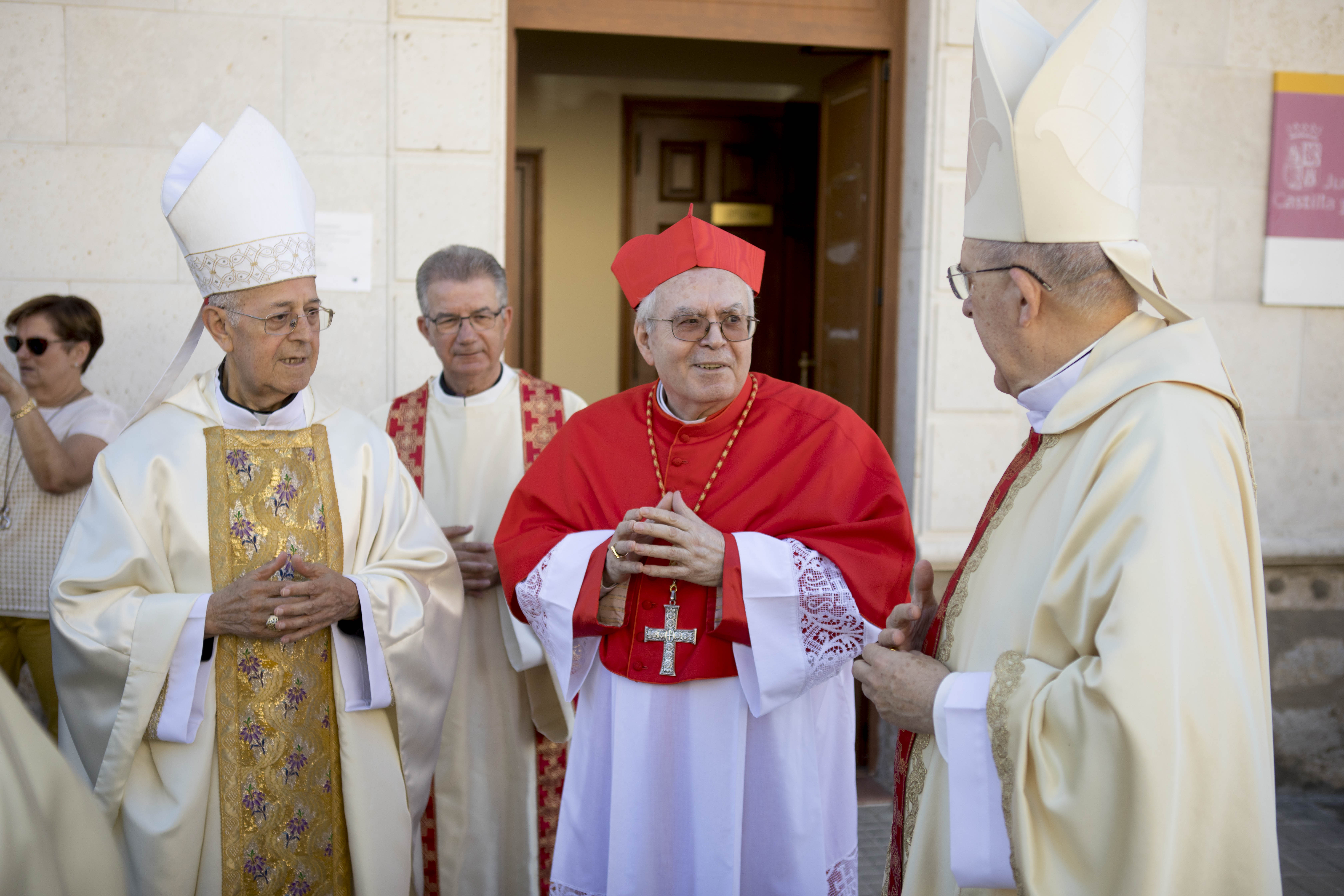
Il cardinale Bocos Merino, assieme ai cardinali Blázquez Pérez (sinistra) ed Osoro Sierra (destra), al termine di una cerimonia in suo omaggio nella nativa Canillas de Esgueva il 18 agosto 2019.

Il 20 maggio 2018, al termine del Regina Cœli, papa Francesco ha annunciato la sua creazione a cardinale nel concistoro del 28 giugno seguente; avendo già ottant'anni al momento dell'annuncio, non ha il diritto di entrare in conclave e di essere membro dei dicasteri della Curia romana, in conformità all'art. II § 1-2 del motu proprio Ingravescentem Aetatem, pubblicato da papa Paolo VI il 21 novembre 1970.
Il 31 maggio successivo lo stesso papa gli ha assegnato la sede titolare di Urusi con dignità di arcivescovo, a titolo personale, in conformità al motu proprio Cum Gravissima, promulgato da papa Giovanni XXIII il 15 aprile 1962, il quale stabilisce che tutti i cardinali devono essere per regola ordinati vescovi.
Ha ricevuto la consacrazione episcopale il 16 giugno seguente, nella chiesa di San Antonio María Claret a Madrid, per imposizione delle mani del cardinale Fernando Sebastián Aguilar, C.M.F., arcivescovo emerito di Pamplona e vescovo emerito di Tudela, avendo come co-consacranti i cardinali Carlos Osoro Sierra, arcivescovo metropolita di Madrid, e Ricardo Blázquez Pérez, arcivescovo metropolita di Valladolid; alla celebrazione erano presenti anche Renzo Fratini, nunzio apostolico in Spagna, diversi vescovi spagnoli e molti fedeli. Come suo motto episcopale ha scelto Ut vitam habeant, che tradotto vuol dire "Affinché abbia vita".
Durante il concistoro, svoltosi nella basilica di San Pietro in Vaticano, il pontefice gli ha conferito la berretta, l'anello cardinalizio e la diaconia di Santa Lucia del Gonfalone, vacante dal 27 luglio 2014, giorno della morte del cardinale Francesco Marchisano, presidente emerito dell'Ufficio del lavoro della Sede Apostolica. Ha preso possesso della sua diaconia in una celebrazione svoltasi il 26 gennaio 2019 alle ore 18:30.
Il 9 settembre 2021 è stato ricevuto dal papa assieme al capitolo generale dei claretiani.

## Genealogia episcopale e successione apostolica
La genealogia episcopale è:
- Cardinale Scipione Rebiba
- Cardinale Giulio Antonio Santori
- Cardinale Girolamo Bernerio, O.P.
- Arcivescovo Galeazzo Sanvitale
- Cardinale Ludovico Ludovisi
- Cardinale Luigi Caetani
- Cardinale Ulderico Carpegna
- Cardinale Paluzzo Paluzzi Altieri degli Albertoni
- Papa Benedetto XIII
- Papa Benedetto XIV
- Papa Clemente XIII
- Cardinale Marcantonio Colonna
- Cardinale Giacinto Sigismondo Gerdil, B.
- Cardinale Giulio Maria della Somaglia
- Cardinale Carlo Odescalchi, S.I.
- Cardinale Costantino Patrizi Naro
- Cardinale Lucido Maria Parocchi
- Papa Pio X
- Papa Benedetto XV
- Cardinale Federico Tedeschini
- Vescovo Manuel Moll y Salord
- Cardinale Vicente Enrique y Tarancón
- Cardinale Fernando Sebastián Aguilar, C.M.F.
- Cardinale Aquilino Bocos Merino, C.M.F.

La successione apostolica è:
- Vescovo Fernando Prado Ayuso, C.M.F. (2022)